# Castel di Decima
Castel di Decima är Roms tjugosjätte zon och har beteckningen Z. XXVI. Zonen är uppkallad efter den befästa borgen Castello di Decima. Zonen Castel di Decima bildades år 1961.

## Kyrkobyggnader
- Sant'Andrea Apostolo in Castel di Decima
- Santa Maria Assunta e San Michele a Castel Romano
- San Romualdo Abate
- Cappella del Gesù Risorto på kyrkogården Cimitero Laurentino

## Övrigt
- Castello di Decima
- Tenuta di Perna
- Castello di Monte di Leva
- Borgo di Torre Guidaccia
- Castel Romano
- Osteria del Malpasso
- Casale Colonna a Monte Migliore
- Riserva naturale di Decima-Malafede